# Anomianthus dulcis
Anomianthus dulcis (Dunal) J.Sinclair – gatunek rośliny z monotypowego rodzaju Anomianthus w obrębie rodziny flaszowcowatych (Annonaceae Juss.). Występuje naturalnie w Azji Południowo-Wschodniej – między innymi w Tajlandii oraz na indonezyjskiej wyspie Jawa. 

## Morfologia
PokrójZimozielony krzew o czasami pnących pędach.
LiścieNaprzemianległe. Mają eliptyczny kształt. Liść na brzegu jest całobrzegi.
KwiatyPromieniste, obupłciowe. Mają 3 wolne działki kielicha. Płatków jest 6, są wolne, zebrane w dwóch okółkach, są nierówne i zagnieżdżone. Pręciki są liczne. Zalążnia górna z 2–12 wolnymi słupkami.
OwoceSą pojedyncze. Mają prawie kulisty lub podłużny kształt. Osadzone są na szypułkach. Są słodkie.